# Konusnebel
Der Konusnebel ist eine nach ihrer Form benannte Dunkelwolke im Sternbild Einhorn. Die Dunkelwolke gehört zum Sternentstehungsgebiet NGC 2264. 

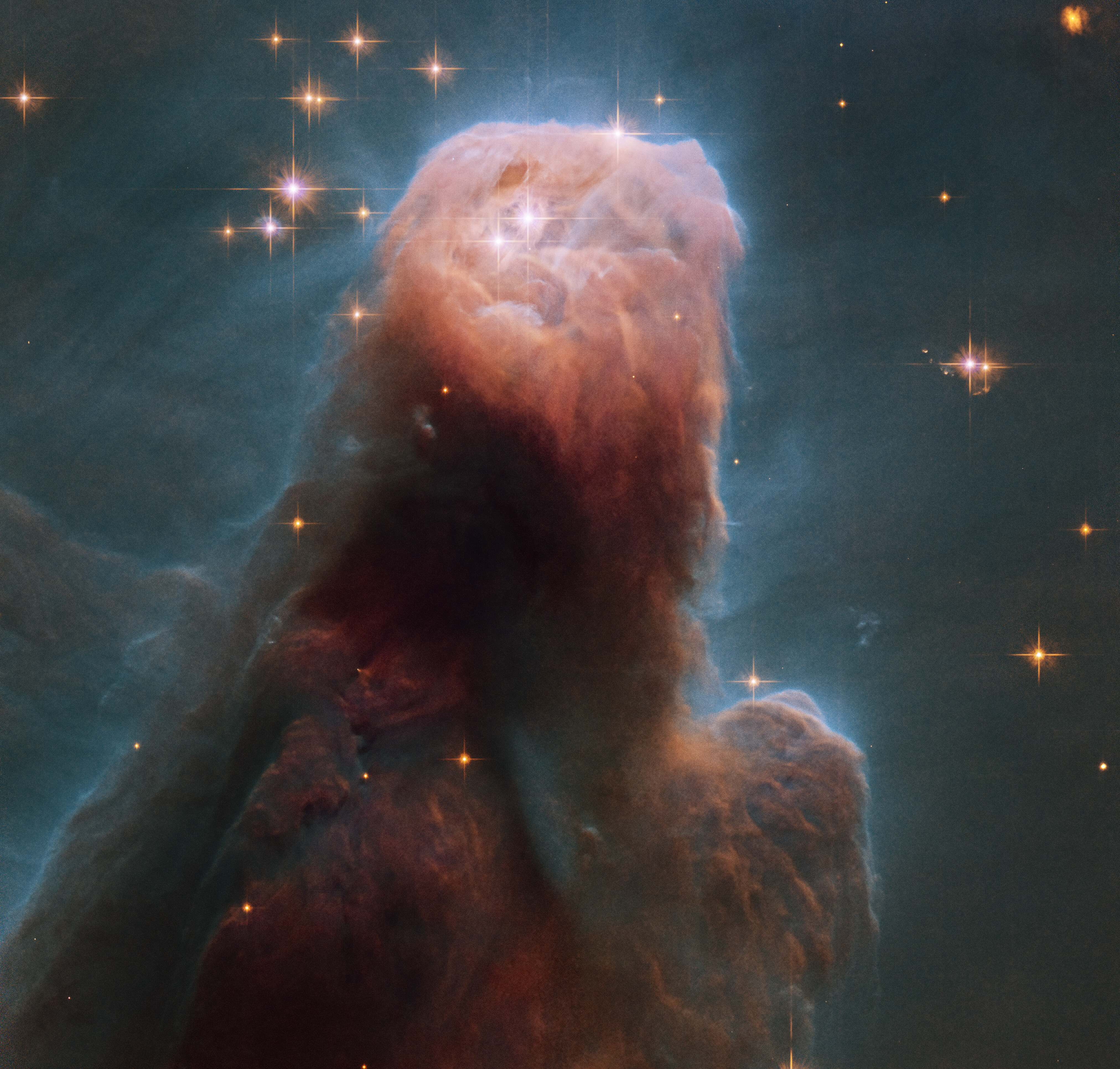
Hochaufgelöste Aufnahme (Falschfarbendarstellung) der "Spitze" des Konusnebels, erstellt mithilfe des Hubble-Weltraumteleskop
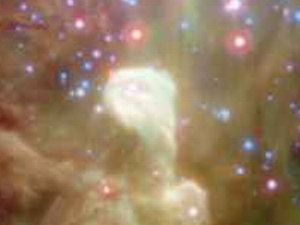
Aufnahme des Spitzer-Weltraumteleskops; im Infrarotbereich erscheint die Wolke hell
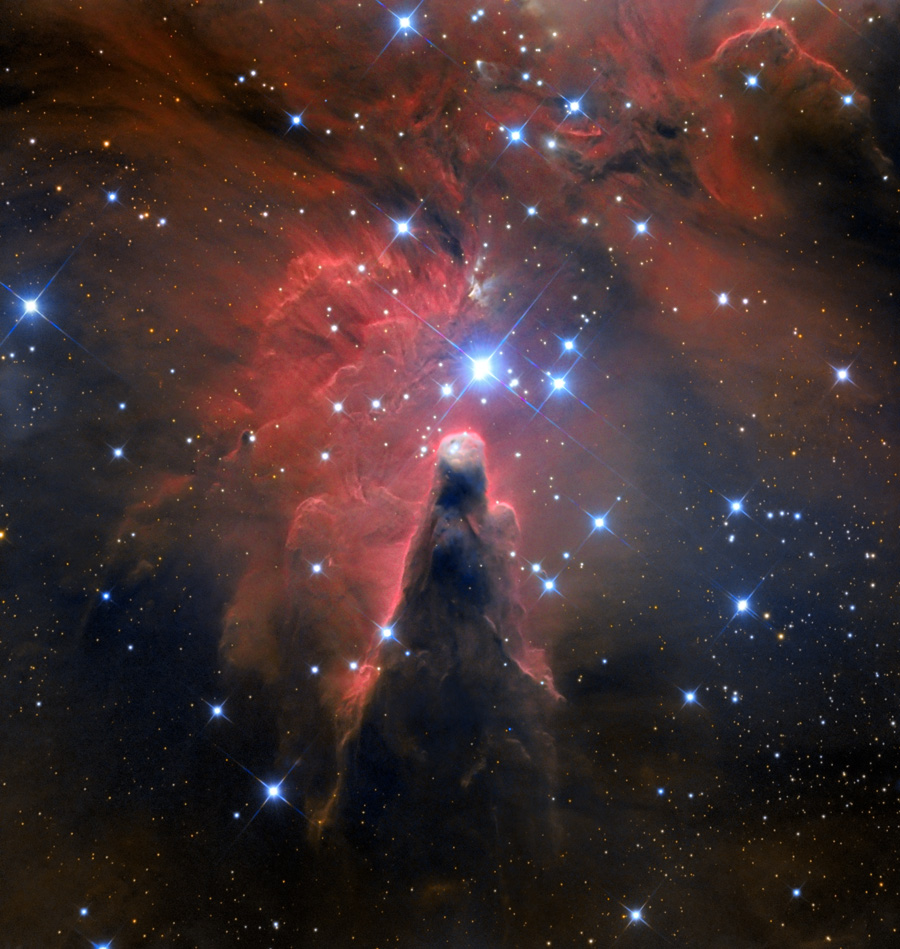
Panoramaaufnahme des Konusnebels zusammen mit einem Teil von NGC 2264, aufgenommen mithilfe des Schulman Telescope mit einer Apertur von 0,8 m